# Кинокомиссия
Кинокомиссия — некоммерческая общественная организация, часто создаваемая государственными властями, которая поддерживает работу медиагрупп (включая кино, телевидение и коммерческое видео) для съёмок в соответствующих регионах и оказывающих соответствующую базу для комфортного производства.

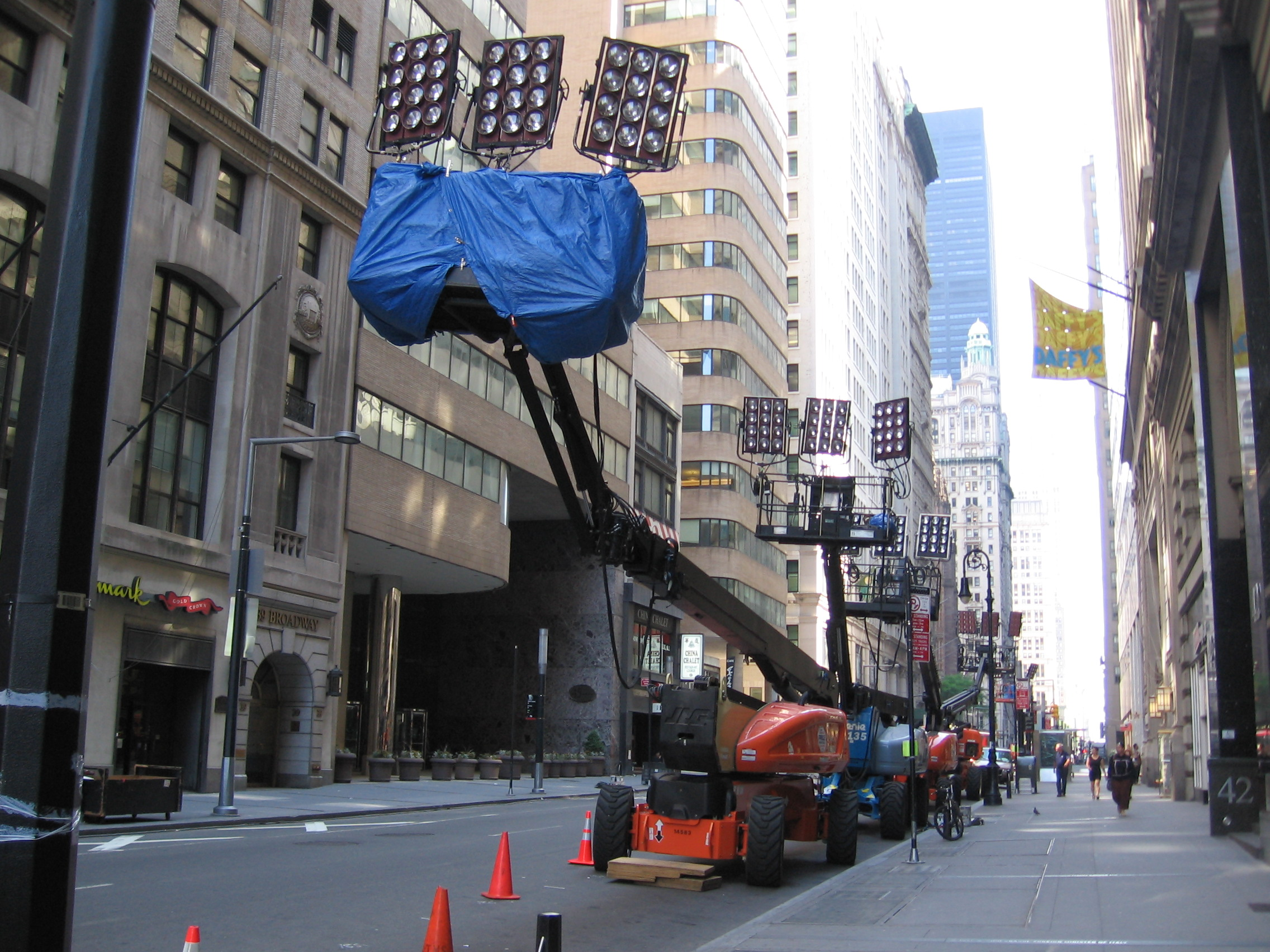
Съёмки фильма Ученик чародея в Боулинг-Грин в Нью-Йорке

Насчитывается более 1000 кинокомиссий более чем в 100 странах мира, основная часть которых расположена в США, Европе и Азии. Многие из них созданы при поддержке местных властей и являются некоммерческими организациями, представляющими удобный доступ к административным ресурсам для производственных кинокомпаний из своей страны и из зарубежа.
Международная ассоциация кинокомиссий (AFCI) со штаб-квартирой в Лос-Анджелесе. Миссией организации является продвижение и популяризация передового опыта в области мирового кинопроизводства в регионах, при этом придерживаясь профессиональной и этичной манеры в работе. С этой целью организация устанавливает стандарты и обеспечивает профессиональную подготовку, обучение и бизнес-услуги в области кинокомиссий. Ассоциация составляет перечень AFCI Global Passport Directory, в котором публикуется информация о кинокомиссиях и их возможностях в той или иной стране, штате, области или городе. А также выпускает журнал «AFCI Location Magazine», который предоставляет информацию о кино- и телепроектах, местах съёмок, доступных ресурсах. Кинокомиссии, входящие в Международную Ассоциацию, не могут быть частными организациями или организациями, ориентированными на получение прибыли, являться коммерческой структурой, использующий наемный труд.
Штаб-квартира Европейского объединения кинокомиссий находится в Брюсселе, носит название EUFCN (en:European Film Commissions Network), официальный сайт www.eufcn.net
Штаб-квартира Азиатского объединения кинокомиссий носит название AFCNet (en:Asian Film Commissions Network), официальный сайт www.afcnet.org
Главным событием в индустрии кинокомисий является Торговая ярмарка регионов (en:Locations Trade Show), проводимая AFCI в Санта-Монике. В 2011 году данное событие было поддержано Гильдией продюсеров Америки (Producers’ Guild of America’s).

## История

### В мире

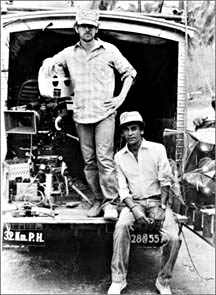
Стивен Спилберг в Шри-Ланке на съёмках фильма Индиана Джонс и храм судьбы в 1984 году

Первая кинокомиссия была создана в США в конце 1940-х годов. Кинокомпании поняли, что удобнее иметь представителей в регионах, которым будет проще договориться с местными властями и получить разрешение на съёмки. Со временем для производства требовались всё более разнообразные локации, поэтому всё больше городов и штатов стали создавать свои кинокомиссии.

### В России
До 2016 года в России появлялись коммерческие организации, которые самопроизвольно заявляли себя в качестве кинокомиссий, однако официально они не поддерживались федеральным правительством или Министерством культуры РФ.
Инициатором создания кинокомиссий в России является Ассоциация продюсеров кино и телевидения (АПКиТ). По мнению ассоциации, если в регионе не существует системных мер поддержки и лояльности, то кинопроизводители не станут там снимать фильмы. Идея была поддержана Фондом Кино и Министерством культуры РФ.[значимость факта?]
В 2016 году в Приморском крае была создана кинокомиссия, администрацией края принято постановление «Об утверждении Порядка предоставления субсидий организациям кинематографии на возмещение части затрат, связанных с производством кинофильмов на территории Приморского края».[значимость факта?]
В 2017 году развитием кинокомиссий в России занимается Агентство стратегических инициатив по продвижению новых проектов (АСИ), председателем наблюдательного совета которого является Владимир Путин. Планируется, что квалифицированные кадры для кинокомиссий будут готовиться на базе детских технопарков «Кванториум».[значимость факта?]
В число пилотных регионов России, где будут созданы кинокомиссии, вошли Приморский край, Крым, Астраханская и Калининградская области.[значимость факта?]

### В Узбекистане
Национальная кинокомиссия Узбекистана была создана в 2018 году по постановлению Президента Республики Узбекистан. Организация несет ответственность за развитие кинотуризма, оказание организационного, производственно-технического содействия зарубежным кинокомпаниям в производстве кинопродукции на территории Республики Узбекистан, а также продвижение отечественных кино локаций за пределами страны. Национальная кинокомиссия Узбекистана является членом ACFI (Международной ассоциации кинокомиссии) и Азиатской ассоциации кинокомиссии (AFCNet).[значимость факта?]

## Цель организации
Комиссионеры ставят своей целью консолидацию усилий для профессионального кинопроизводства в регионах.

## Направления деятельности
- развитие профильного образования
- взаимодействие с органами власти
- повышение популярности региона

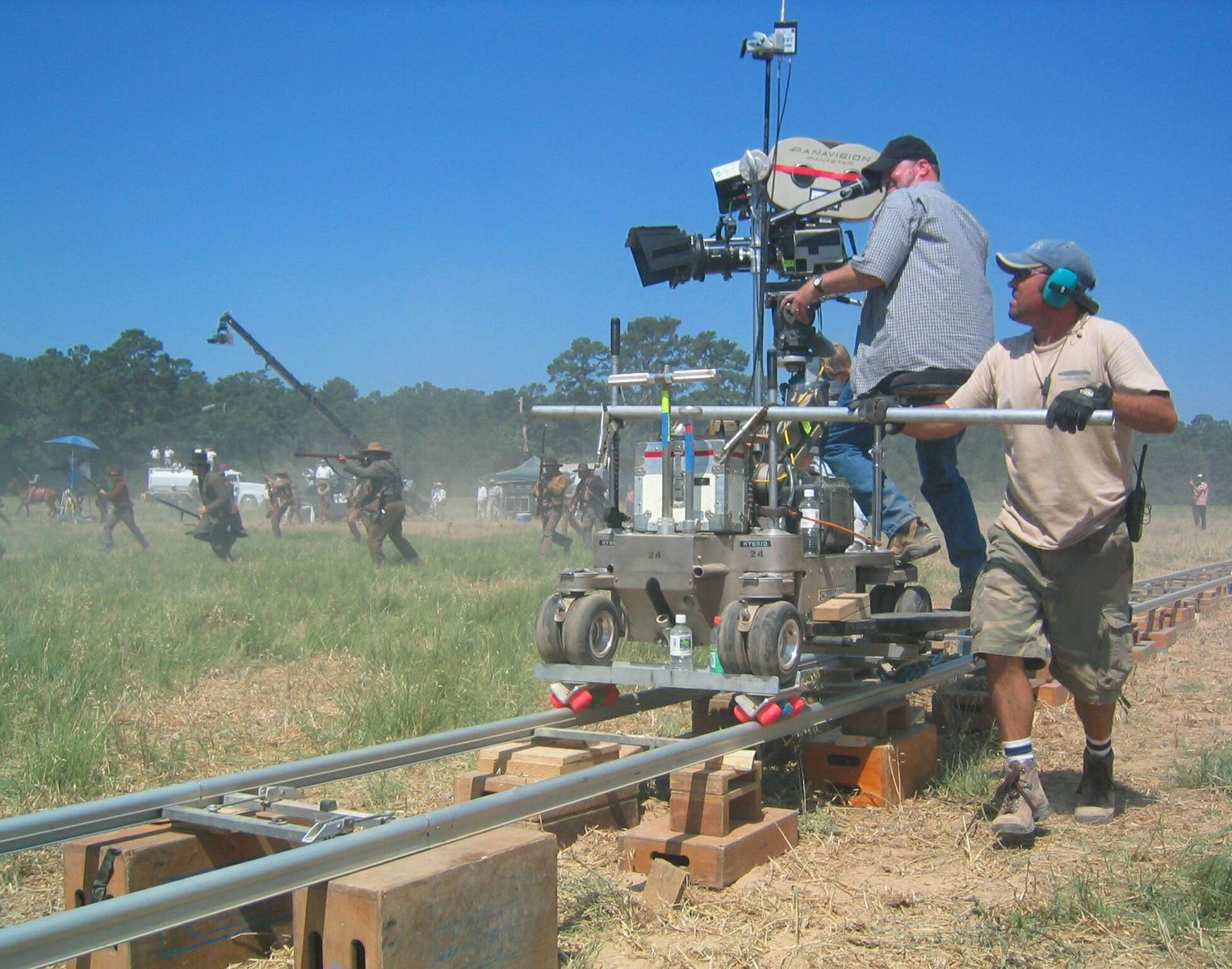
На съёмках фильма Форт Аламо в Техасе

- профессиональная подготовка и обучение профильных специалистов
- продвижение кинематографа
- улучшение экономической ситуации в регионе

### Оказываемые услуги
- подбор локаций
- подбор актёров
- подбор реквизита
- взаимодействие с местными органами власти (МВД, МЧС, ГАИ, СЭС, налоговая инспекция)
- транспортное обеспечение
- расселение съёмочной группы
- пиротехника
- кейтеринг
- сервисное обеспечение съемочной площадки
- обеспечение осветительным и съемочным оборудованием

## Состав
В мире насчитывается более 1100 кинокомиссий. Они объединены в Международную ассоциацию кинокомиссий (AFCI). Существуют также Европейское и Азиатское объединение кинокомиссий.

## Экономика
Кинокомиссия получает деньги от местных властей, где она работает. Кинокомпании экономят за счёт того, что в регионах рабочая сила часто стоит дешевле, кроме того возможно получение рибейтов (cash rebate) — налоговых вычетов, которые назначают местные власти. При этом производится возврат из бюджета части понесённых документально подтвержденных затрат. Третьей причиной бывает отсутствие необходимости строить декорации. Регион же зарабатывает на отелях, кейтеринге, автомобильных заправочных станциях, налогах работающего обслуживающего персонала, сдачи в аренду помещений, транспорта и оборудования. А также за счёт привлечения туристов в места, которые были показаны в фильме или использовались в качестве съёмочных площадок. При этом перемещение производства в регионы ведёт к уменьшению предложений на рынке труда в основных центрах производства.
Участники съёмочной группы, которые стоят над линией, обычно приезжают в данный регион. Тогда как персонал под линией набирается из местных работников.
Бывает, что производство софинансируется за счёт местного бюджета.

### Расчёт экономического эффекта
Экономический эффект на регион зависит от таких факторов как бюджет картины, продолжительность съёмочного периода, количество локаций, зрительская аудитория. Расчёт экономического эффекта должен производиться заранее, до приезда съёмочной группы, от этого зависит объём ресурсов, которые может выделить регион для производства.

## Критика
Большинство современных мировых кинокомпаний и продюсеров положительно отзываются о совместной работе с кинокомиссиями. Однако многие российские продюсеры с трудом могут оптимизировать процесс производства, поэтому отрицательно относятся к внедрению кинокомиссий, считая это роскошью. К тому же для создания востребованной международной кинокомиссии требуется знание английского языка у всей съёмочной группы.

### Преимущества
- Привлечение инвесторов в регионы
- Занятость и трудоустройство местных жителей, увеличение количества рабочих мест
- Повышение туристической привлекательности и популяризация региона

### Недостатки
- Монополия в регионе